# Pa Ủ
Pa Ủ là một xã thuộc huyện Mường Tè, tỉnh Lai Châu, Việt Nam.
Xã Pa Ủ có diện tích 331.06 km², dân số năm 1999 là 2016 người, mật độ dân số đạt 6 người/km². Pa Ủ là một xã biên giới của Việt Nam với Trung Quốc. Phía bắc đông bắc của Pa Ủ là hương Giả Mễ của huyện Kim Bình châu Hồng Hà tỉnh Vân Nam Trung Quốc. Phía phía tây bắc là xã Tá Bạ, tây và tây nam là xã Mường Tè, phía nam giáp xã Nậm Khao, phía đông nam là xã Bum Tở, phía đông Pa Ủ tiếp giáp xã Pa Vệ Sủ, đều cùng huyện Mường Tè.